# La Croisade des enfants
Pour les articles homonymes, voir Croisade des enfants (homonymie).
La Croisade des enfants (Cruciada copiilor) est un roman de l'écrivain roumaine Florina Ilis publié en 2005. La traduction française a été publiée en 2010.
Ce roman fait suite à Coborârea de pe cruce  [La descente de la croix] (2001) et Chemarea lui Matei  [La vocation de Matthieu] (2002) et constitue ainsi le troisième volet d’une trilogie.
L'écriture est caractérisée par l'absence de points.
Ce roman a obtenu plusieurs prix, dont celui de l'Académie roumaine en 2007.